# مقبرة البلاخية البيزنطية
مقبرة البلاخية البيزنطية هي مقبرة في قطاع غزة في فلسطين استخدمت مكانًا للدفن من القرن الثالث إلى القرن الخامس، وهي مرتبطة بميناء أنثيدون القريب. تم اكتشاف الموقع في عام 1995 وتم التنقيب فيه في العام التالي. عُثر فيها على أكثر من 70 مدفنًا. منذ عام 1995، ازداد حجم العمل الأثري في قطاع غزة بسبب الظروف السياسية.

## بناءها
على الرغم من أن المساحة الكاملة للمقبرة غير معروفة، فمن المعتقد أنها تصل إلى عدة مئات من الأمتار. كانت المدافن في الغالب مصطفة من الشمال الغربي إلى الجنوب الشرقي، تم العثور على عدد قليل من الأشياء في المدافن، ولكن تم العثور على الفخار والعملات المعدنية في أماكن أخرى من المقبرة، ويرجع تاريخها إلى القرنين الثالث والخامس. كما ظهرت على ستة من المقابر آثار من الجص المطلي.
تم التنقيب عن 74 مدفنًا، كانت المدافن عبارة عن صناديق، تتكون من عمود وغرفة دفن. تم التعرف على رفات 68 شخصًا، وكان ما يزيد قليلاً عن ثلثيهم تتراوح أعمارهم بين 17 عامًا أو أقل. يشير ترتيب الدفن إلى أن المقبرة كانت مخططة. يعتبر تخطيط بلاخيا مماثلاً للمقابر المعاصرة على نطاق واسع في بئر السبع وخربة فينان.

## اكتشافها
تم اكتشاف المقبرة في عام 1995 أثناء أعمال البناء المخطط لها في المنطقة. كشفت التحقيقات الأولية عن وجود مقبرتين، وأظهرت أن الموقع يعود إلى العصر البيزنطي. وفي يوليو/تموز 1996، بدأت أعمال حفر إنقاذ لتسجيل الموقع قبل البدء في البناء. تم إجراء البحث بالتعاون المشترك بين دائرة الآثار في غزة والمدرسة الكتابية. اقترح علماء الآثار الذين قاموا بالتحقيق في المقبرة أنها كانت مرتبطة بأنثيدون وهو ميناء قريب.